# 핀레이슨 공장단지

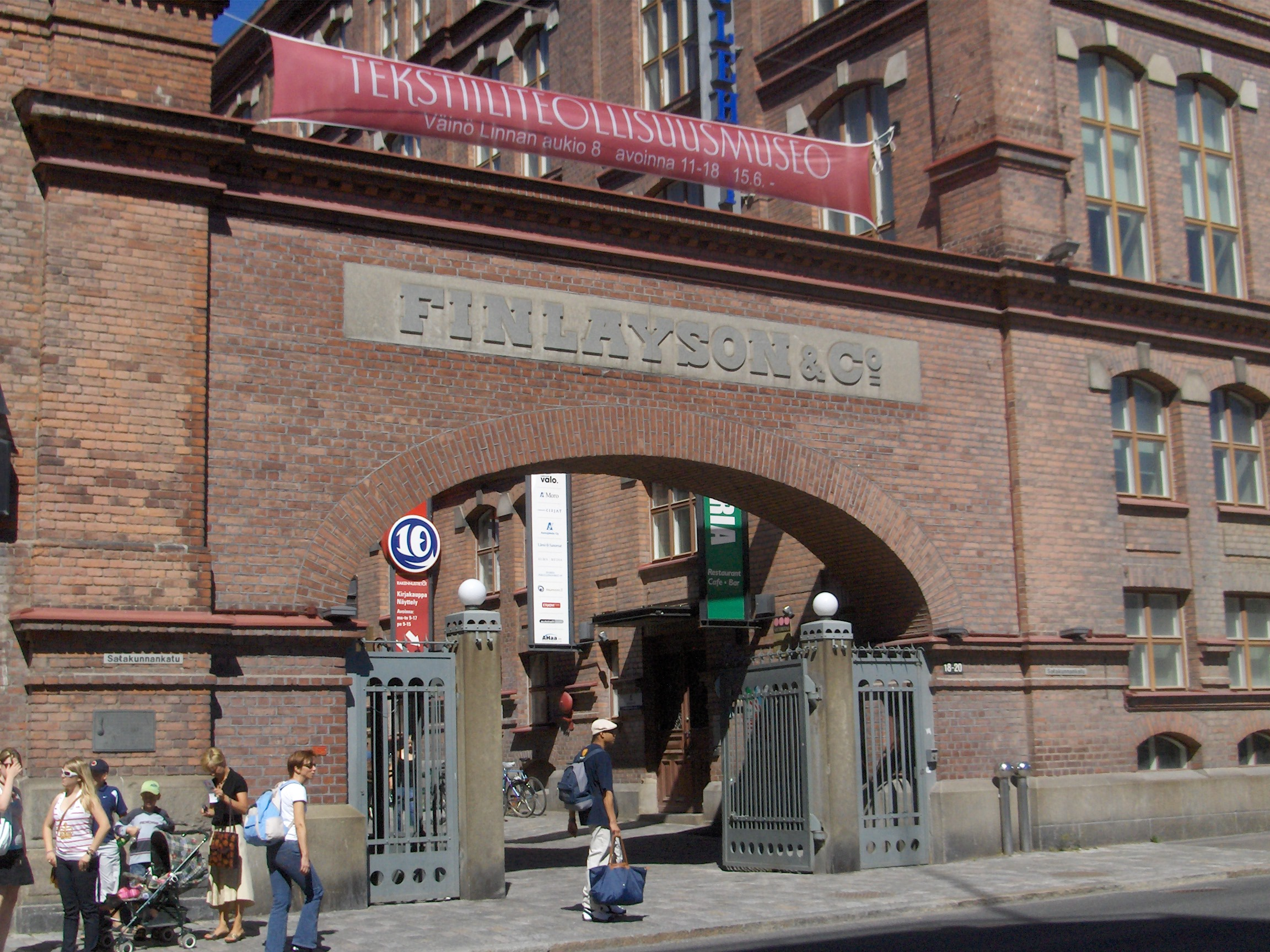
입구

핀레이슨 공장단지(핀란드어: Finlaysonin tehdasalue 핀레이소닌 테흐다살루에[*])는 탐페레 시내에 위치한 산업유적이다. 타메르 여울 서안, 사타쿤타교 북쪽에 위치한다. 타메르 여울을 사이에 두고 맞은 편에는 탐펠라의 옛 공장단지가 있다. 오늘날에는 핀레이슨과 탐펠라 모두 탐페레 공장을 운영하지 않고 있으며, 다만 과거 지어진 공장 건물들만 남아 있다.
1820년 스코틀랜드에서 이주해 온 제임스 핀레이슨이 여기에 처음 방직기계 공장을 세웠다가, 운영이 잘 되지 않자 기계공장을 제면소로 전환했다. 핀레이슨은 1836년 카를 자무엘 노트베크와 게오르그 아돌프 라우크에게 제면소를 팔았고, 새 사주들은 회사를 인수한 즉시 공장을 확장하기 시작했다. 그래서 만들어진 것이 현재의 핀레이슨 공장단지이며, 창업주 핀레이슨이 처음 만들었던 건물은 남아있지 않다.
핀레이슨 공장단지는 사택, 사립학교, 병원, 도서관, 교회를 갖추어 거의 도시 안의 도시였다. 이 공단 안에서 탐페레 최초의 상호저축은행과 생활협동조합이 만들어졌다.
현재 이 일대는 바르마 상호연금보험회사가 소유하고 있다.